# Roland TR-808

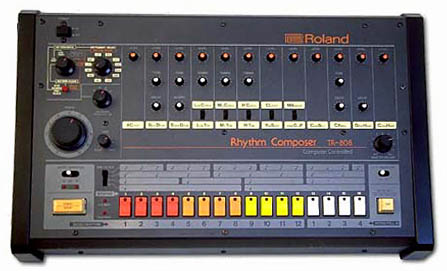
Roland TR-808

Roland TR-808 (TR av Transistor Rhythm) är en trummaskin producerad av Roland 1980–1983. Den var en av de första programmerbara trummaskinerna, och förknippas ofta numera med den karaktäristiska klangfärgen på dess trummor som bygger på analogsyntteknik.
TR-808 var relativt enkel att programmera och sålde bra. Den första hitlåten som använde den var Marvin Gayes Sexual Healing från 1982. Bland andra kända låtar med ljud från TR-808 finns Whitney Houstons I Wanna Dance with Somebody (Who Loves Me) från 1987. Den har också använts av bland annat Phil Collins och David Bowie.
TR-808 blev särskilt tongivande inom hiphop, house och elektronisk musik, där den (eller emuleringar) används än i dag. Artister som Public Enemy och Run–D.M.C. använde den, och Kanye Wests album 808s & Heartbreak från 2008 använde. Housegruppen 808 State har tagit sitt namn från trummaskinen.
TR-808 saknar MIDI, en standard som kom 1981. Dess efterträdare Roland TR-909 och Roland TR-707 är utrustade med MIDI.